# Theni
Theni (en tamil: தேனி ), también Theni Allinagaram es una localidad de la India capital del distrito de Theni, estado de Tamil Nadu.

## Geografía
Se encuentra a una altitud de 305 m.s.m. a 587 km de la capital estatal, Chennai, en la zona horaria UTC +5:30.

## Demografía
Según estimación 2010 contaba con una población de 112 659 habitantes.